# Episodi di 14º Distretto (ventitreesima stagione)
La ventitreesima stagione della serie televisiva 14º Distretto è stata trasmessa in anteprima in Germania da Das Erste tra il 21 settembre 2009 e l'8 marzo 2010.
| nº | Titolo originale                 | Titolo italiano | Prima TV Germania | Prima TV Italia |
| -- | -------------------------------- | --------------- | ----------------- | --------------- |
| 1  | Ungeschriebene Gesetze           |                 | 21 settembre 2009 |                 |
| 2  | Heikle Mission                   |                 | 28 settembre 2009 |                 |
| 3  | Herzenssachen                    |                 | 5 ottobre 2009    |                 |
| 4  | Vermisst                         |                 | 12 ottobre 2009   |                 |
| 5  | Alle für Einen                   |                 | 19 ottobre 2009   |                 |
| 6  | Ausgebrannt                      |                 | 26 ottobre 2009   |                 |
| 7  | Nicht mit mir                    |                 | 2 novembre 2009   |                 |
| 8  | Auf große Fahrt                  |                 | 16 novembre 2009  |                 |
| 9  | Echt falsch                      |                 | 23 novembre 2009  |                 |
| 10 | Hafenpastor - Der Schein trügt   |                 | 30 novembre 2009  |                 |
| 11 | Comeback für Maria               |                 | 7 dicembre 2009   |                 |
| 12 | Trinkgeld                        |                 | 14 dicembre 2009  |                 |
| 13 | Ein neuer Anfang                 |                 | 21 dicembre 2009  |                 |
| 14 | Muttertag                        |                 | 4 gennaio 2010    |                 |
| 15 | Liebe macht blind                |                 | 11 gennaio 2010   |                 |
| 16 | Im Zeichen des Zweifels          |                 | 18 gennaio 2010   |                 |
| 17 | Bretter, die die Welt bedeuten   |                 | 25 gennaio 2010   |                 |
| 18 | Annas Einsatz                    |                 | 1º febbraio 2010  |                 |
| 19 | Landpartie - Eine Frage der Ehre |                 | 8 febbraio 2010   |                 |
| 20 | Von Männern und Musen            |                 | 22 febbraio 2010  |                 |
| 21 | Das Angebot des Tages            |                 | 1º marzo 2010     |                 |
| 22 | Hilfe hat kein Warum             |                 | 8 marzo 2010      |                 |